# محاكمات العاملين بالصحة البحرينية

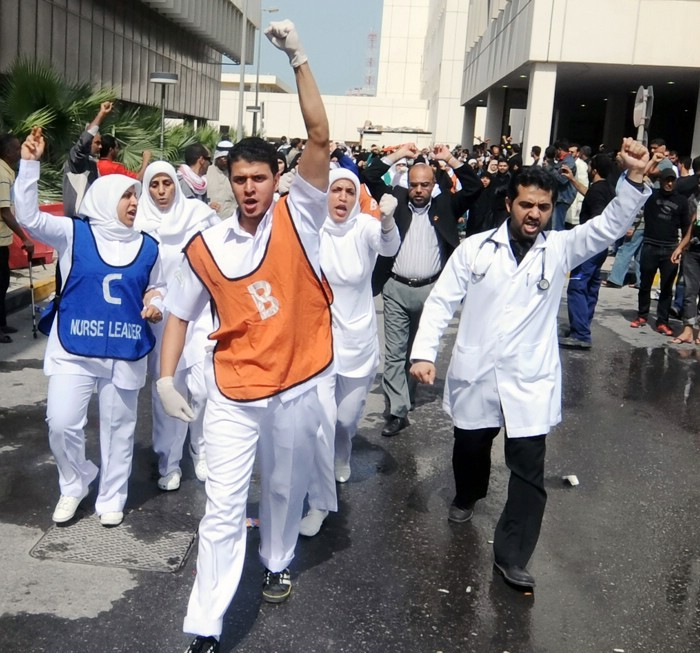
موظفي الصحة البحرينية يتجون أمام مجمع السليمانية الطبي بعد ظهور تقرير حول تعرض الأطباء والمسعفين للأذى خلال الخميس عند دوار مجلس التعاون الخليجي.

محاكمات العاملين بالمجال الصحي البحريني هي عبارة عن سلسلة من القضايا القانونية والتي واجه فيها ثمانية وأربعون طبيباً وممرضة وطبيب أسنان تهم حول مشاركتهم في الاحتجاجات البحرينية 2011-2012 . في سبتمبر من عام 2011، تم إدانة عشرين منهم بعدد من القضايا من قبل محكمة عسكرية، وتشمل هذه القضايا تخزين أسلحة والتآمر على قلب الحكم. البقية والبالغ عددهم ثمانية وعشرون شخصاً تم إدانتهم كلاً على حدة بتهمة سوء السلوك. في الشهر التالي، نقضت الأحكام والتهم السابقة، وتم الإعلان عن إعادة المحاكمة بمحكمة مدنية. بدأت إعادة المحاكمة في شهر مارس من عام 2012، ولكن تم تأجيلها إلى 14 يونيو. خلال إعادة المحاكمة، ألغيت الأحكام على تسعة من المدعى عليهم وتم تخفيفها على البقية. في الأول من أكتوبر، أيدت محكمة النقض إلغاء الأحكام على التسعة المدانين.
شدت القضية الانتباه العالمي والكثير ن الجهات حول العالم، ومن ضمنهم الأمم المتحدة، الجمعية الطبية العالمية، جمعية أطباء بلا حدود، المجلس الدولي للمرضات، منظمة العفو الدولية وهيومن رايتس ووتش. أعلنت هذه المنظمات عن قلقها تجاه المحاكمات العسكرية والتهم المنسوبة لموظفي الصحة. في نوفمبر من عام 2011، أعلنت اللجنة المستقلة لتقصي الحقائق تحت إشراف ملك البحرين

## دور موظفي الصحة في ثورة البحرين
في بداية شهر فبراير من عام 2011، شهدت البحرين احتجاجات مطالبة بالديموقراطية، كانت هذه المظاهرات بشكل مركز في دوار اللؤلؤة في مدينة المنامة وقد كانت هذه المظاهرات والاحتجاجات جزء من الربيع العربي. ردت السلطات البحرينية على هذه المظاهرات بمداهمة ليلية في يوم 17 فبراير، وقد تم تسمية هذا اليوم بالخميس الدامي من قبل المتظاهرين، حيث قتل أربعة متظاهرين وأصيب أكثر من 300 آخرين.
لعب موظفي الصحة دوراً هاماً في إحصاء عدد المصابين والذي تم تقليله ورفضه من قبل حكومة البحرين. وعلى سبيل المثال، فقد ظهرت أخصائية الروماتيزم الدكتورة فاطمة حاجي على قناة الجزيرة في حالة هستيرية وهي تصف عيسى عبد الحسن، وهو رجل في الستين من العمر توفي في المستشفى بجرح في رأسه جراء ضربه من أفراد الشرطة، قائلة «لتوي بدأت بالصراخ وأنا أسأل: ماذا فعل هذا الرجل؟ إنه رجل كبير في السن، ماذا فعل ليستحق ما حدث؟». وأوضحت الدكتورة لاحقاً بعد اعتقالها أن استجوابها كان يتمحور حول ظهورها في التلفاز.
في مجمع السليمانية الطبي، انضم الأطباء بأنفسهم إلى الاحتجاجات، وتكلموا مع المحتجين والإعلام من خلال سلالم المستشفى، حيث أن السلطات البحرينية منعت سيارات الإسعاف من إحضار المصابين إلى هذا المستشفى. كان الرد العسكري يقضي بإعلان المستشفى كحصن للمعارضين مما حدا بهم إلى السيطرة عليه في السادس عشر من شهر مارس.

## الإعتقالات والتهم
في شهر من مارس من عام 2011، تم اعتقال عشرين موظفاً في الصحة البحرينية بناء على عدد من التهم المختلفة والتي ترتبط ببعض أفعالهم أثناء الاحتجاجات. بينما تم اعتقال ثمانية وعشرين موظفاً بناء على سوء السلوك، ولقد كان مجمل عدد المعتقلين من موظفي الصحة أكثر من السبعين. تم اعتقال الدكتور علي العكري وهو يؤدي عملية في مجمع السليمانية الطبي.
شملت التهم الموجهة ضد الأطباء احتلال المستشفى، تخزين الأسلحة، نشر الإشاعات والأخبار الخاطئة، التحريض على كراهية حكام البحرين والمناداة بالإطاحة بهم وعدم علاج المرضى من الطائفة السنية. كما زعمت الحكومة البحرينية أنهم استخدموا الدم الموجود في بنك الدم لتضخيم شكل جروح المصابين، وزعمت أيضاً أنهم استخدموا سيارات الإسعاف لإيصال الأسلحة للمحتجين، وأنه تم مصادرة أسلحة إيه كيه-47 داخل المستشفى خلال مداهمة الشرطة. وصف الإعلام الحكومة المدافعين بأنهم يملكون أهداف إرهابية.
وفقاً لأقوال المدعي العام، فإن العكري هو «زعيم العصابة» والذي نظم ورتب لجعل الموظفين معارضين للحكومة البحرينية. الدكتور العكري هو من الأشخاص المعروفين في البحرين قبل بداية الثورة، حيث أنه كان أحد الأعضاء في رحلة مساعدة قطاع غزة في شهر يناير من عام 2009 أثناء الهجوم على قطاع غزة. حين عودته، لقي العكري الكثير من الثناء وحصل على العديد من الجوائز والتكريمات أحدها من ملك البحرين. بعد اعتقاله، أكد العكري أنه تتم محاكمته جراء تعليقه الإعلامي حول عنف الشرطة، حيث قال:«إنهم يعرفون أننا شاهدنا جميع جرائم النظام وأننا وقفنا بجانب المصابين وتكلمنا مع الإعلام.. في أي مكان، مثل غزة واليمن حالياً، الأطباء يتكلمون عما يرون.»
أنكر المدعى عليهم جميع التهم مؤكدين أن التهم وراءها دوافع سياسية. في بيان مشترك للمدعى عليهم أوضحوا ما يلي:«جريمتنا الوحيدة هي أننا أثناء الاضطراب في بداية هذا العام، كنا شهود صريحين على ما حصل من إراقة الدماء والتعامل الوحشي من قبل الشرطة». رد النائب البحريني جمال فخرو بقوله «أن سجون البحرين هي للناس الذين يفضلون الخوض بالسياسة أكثر من كونهم أطباء، وهي ليست للأطباء الذين يعالجون الناس». . ذكر متحدث باسم هيئة شؤون الإعلام البحرينية أن موظفي الصحة المدانين يلفقون قصصهم وأنهم كما ذكر:«يتعاونون مع المتشددين في محاولة للانقلاب».
كان الصحفي البريطاني الشهير روبرت فيسك من المتواجدين خلال فترة الاحتجاجات، وقد اتهم الحكومة البحرينية بالكذب حيث قال:«الأطباء الذين شاهدتهم كانوا غارقين في دماء المصابين ويحاولون بكل جهد إيقاف جروح المصابين من المحتجين المؤيدين للديمقراطية والتي تلقوها من الشرطة والجيش البحريني، ومع ذلك فإنهم يحاكمون.. كيف يمكن محاكمة هؤلاء الأطباء والطبيبات النزيهين بتهمة الإطاحة بالملكية؟ فكرة اتهام هؤلاء الثمانية والأربعين شخصاً بهذه التهم الفظيعة ليس فقط منافي للعقل، بل إنه جنون، إنه انحراف تام عن الصحة». جاء الرد من قبل هيئة شؤون الإعلام البحرينية بتهديده بالتشهير به.
ساندت اللجنة البحرينية المستقلة لتقصي الحقائق ما إدعته الحكومة بأن الموظفين احتلوا المبنى الأول من مجمع السليمانية الطبي. لكنها رفضت الإدعاء الذي يتهم الموظفين بإمداد المحتجين بالأسلحة وأقرت بإن الأدلة التي تساند الادعاءات بأن الأطباء رفضوا تقديم الخدمة الصحية للمرضى كانت بالكاد قاطعة.

## المحاكمات

### المحاكمات الجنائية
أعلن في 29 سبتمبر من عام 2011 أن العشرين موظفاً المتهمين بقضايا جنائية مذنبين من قبل محكمة السلامة الوطنية العسكرية. طبقاً للجامعة الدولية لحقوق الإنسان، فإن المحاكمة استمرت فقط لبضعة دقائق. لقي ثلاثة عشر من المتهمين العشرين أحكام بالسجن لخمسة عشر عاماً، بينما لقي خمسة آخرين حكماً بالسجن لمدة خمسة أعوام، أما البقية الاثنان فتلقوا حكماً بالسجن لمدة عشرة سنوات. كانت هذه الأحكام بمثابة الضربة القوية التي حطمت تأملات مجموعات حقوق الإنسان التي ضغطت لإيقاف المحاكمات والتي توقعت أن المحاكمات ستسير في صالح الموظفين، خصوصاً بعد أن تم الإفراج عن بعضهم بكفالات.
تم تحديد موعد لإعادة محاكمة المدعى عليهم من قبل محكمة مدنية، وقد جاء ذلك بعد الانتقاد العالمي للبحرين. أعلن مكتب المدعي العام أن اعترافات المدعى عليهم، والتي يزعم أنها أخذت تحت التعذيب، لن تستخدم كدليل أثناء المحاكمة.
في 10 مارس من عام 2012، أعلنت هيئة شؤون الإعلام البحرينية أن التهم المرفوعة على خمسة عشر شخصاً من العشرين تم إسقاطها وتم تحويلها لمراجعتها من قبل المجلس. تم إصدار هذا القرار بدون أي توضيح في الأسابيع اللاحقة. تم تأجيل المحاكمات إلى 14 من شهر يونيو.
في يوم 14 من شهر يونيو، برأت المحكمة تسعة من الموظفيين الصحيين وخفضت الأحكام عن تسعة آخرين. تم الحكم على علي العكري بخمسة سنوات في السجن، وتم الحكم على طبيب آخر بثلاثة سنوات في السجن بينما تراوحت أحكام سبعة آخرين بين شهر وعام كامل في السجن. طبيبان لم يستأنفوا حكمهما بالسجن لخمسة عشر عاماً، ولكن فضلا الهرب خارج البحرين. في الأول من شهر أكتوبر، أغلقت محكمة النقض، وهي أقوى محاكم الدولة، الملف الأول من القضية والذي تضمن عشرين موظفاً صحياً بتمسكها بقرار بأحكام السجن في حق التسعة الباقيين. مع أن الحكم كان نهائي، إلا الآن الناشط محمد المسقطي أكد أنه بالإمكان الحصول على العفو من قبل الملك.

### محاكمات الجنح
من بين ثمانية وعشرين موظفاً صحياً تم اتهامهم بجنح مختلفة، ثلاثة وعشرون تمت إدانتهم في 21 من شهر نوفمبر من عام 2012. هؤلاء الذين تمت إدانتهم كان لديهم خياران، إما السجن لثلاثة أشهر أو دفع مئتان دينار بحريني. في 28 من شهر مارس من عام 2013، تم إسقاط الاحكام من 21 شخصاً من قبل محكمة الاستئناف. الموظفان الآخران فضلا عدم استئناف أحكامهما.

## تعذيب الموظفين الصحيين
أكد العديد من الموظفين الصحيين الذين تم ايقافهم انهم تعرضوا لمعاملة سيئة وتم تعذيبهم حينما كانوا تحت الحجز القضائي، مما جعل هيومن رايتس ووتش ومنظمة العفو الدولية يطلبان تحقيق منفصل. ومما نقل عنهم أن السلطات الأمنية أجبرتهم على الوقوف لفترات طويلة وضربهم بلوح خشبي أو بخراطيم مطاطية، كما حرمتهم من النوم بغرض إجبارهم على الاعتراف. في أحد الحالات، ادعى أحد المسجونين أنه أجبر على توقيع ورقة بينما كان معصوب العينين. ادعت الدكتورة فاطمة حاجي أنه تم وضع عصابة على عينيها وضربها لمحاولة جعلها تعترف بتزييفها لجروح المصابين خلال مقابلة قناة الجزيرة. لاحقاً، استطاعت الدكتورة فاطمة التعرف على الشخص الذي حقق معها وهو أحد من تربطهم علاقة قرابة من بعيد بملك البحرين. كما ادعى إبراهيم الدمستاني، وهو أمين سر جمعية التمريض، أنه تعرض للضرب من قبل الشرطة بشكل متعمد في منطقة ذكر لهم أنه يعاني بها من انزلاق غضروفي، كما تم رفض تقديم العناية الطبية له حتى قابل أحد رجال الشرطة الذي قد دربه سابقاً على تطبيق الإسعافات الأولية.
في التحقيقات التي تمت من قبل هيومن رايتس ووتش، ذكرت الدكتورة رولا الصفار أنها تعرض للصعق الكهربائي في اليد والوجه، كمما تم تهديدها بالاغتصاب. كما وصف الدكتور العكري أنه تعرض للضرب بشكل مستمر بالكابلات والخراطيم والأيدي، كما أجبروه على الوقوف ليوم كامل. ذكر الدكتور غسان ضيف أنه كان معصوب العينين ومغلول اليدين لمدة 21 يوماً، كما تعرض للضرب في كل ساعة. ادعى الدكتور باسم ضيف أنه تعرض للضرب أمام أطفاله وفي منزله وقت اعتقاله، كما أنه أجبر على التوقيع على اعتراف خاطئ بينما كان في الحجز، حيث هدد أفراد السلطات بإيذاء عائلته. أكد الدكتور نادر دواني، وهو طبيب أطفال، أنه أجبر على الوقوف لمدة سبعة أيام وتعرض للضرب من قبل ضابطة، كما أكد أنها حاولت إدخال علبة بشرجه.
أكدت اللجنة المستقلة لتقصي الحقائق أن العديد ممن تم حبسهم تعرضوا للتعذيب الجسدي والنفسي. كما أكد التقرير أن الموظفين الصحيين كانوا من ضمن المتعرضين للتعذيب والتحرش.

## ردود الفعل

### ردود الفعل المحلية
وقف العديد من السنة المشجعين للحكومة البحرينة ضد الأطباء، مؤكدين أنه الأطباء تعمدوا المبالغة في شكل جروح المصابين أمام الكاميرات، كما ادعوا أن الأطباء تسببوا في بعض الوفيات تشويهاً لسمعة أفراد الأمن. ادعى تقرير اللجنة المستقلة لتقصي الحقائق أن بعض الأطباء الشيعة رفضوا معالجة مرضى السنة، وبدلا من ذلك، قاموا بحكم مناصبهم بمساندة الناشطين عن طريق تعزيز حججهم.

### ردود الفعل العالمية
لفتت المحاكمات الأنظار والاهتمام العالمي، حيث قامت بعض الحكومات، المنظمات الطبية، منظمات حقوق الإنسان برفع تقارير وبيانات نيابة عن الأطباء.

### ردة فعل الحكومات
أكدت وزارة الخارجية الأمريكية أنها انزعجت بشكل كبير من الأحكام، وحثت الحكومة البحرينية على الالتزام بتعدها اتخاذ الاجراءات القضائية الشفافة، والتي تتضمن المحاكمات العادلة، تفعيل المحاماة والوصول إليها، والأحكام المبنية على أدلة موثوقة. بعد إدانة تسعة من الموظفين الصحيين خلال إعادة المحاكمة، أعلنت وزارة الخارجية الأمريكية أن آمالها خابت بأن يتم تبرئة جميع المتهمين من موظفي الصحة. كما أكدت أن انزعاجها من الحكم بسبب أنه بني بشكل كامل أو جزئي على نقد الموظفين لتصرفات الحكومة والشرطة. أبدى أمين عام الأمم المتحدة بان كي مون بعض المخاوف من صحة المحاكمات العسكرية، وأكد على حكومة البحرين بأن تلتزم بالإجراءات القانونية الواجبة واحترام المعايير العالمية لحقوق الإنسان. أشار المتحدث باسم المفوضية السامية للأمم المتحدة لحقوق الإنسان إلى قلق المفوضية من خلل الإجراءات القانونية أثناء المحاكمات.

### منظمات موظفي الصحة
في رسالة نشرت في صحيفة الغارديان، عبرت الجمعية الطبية البريطانية قلقها الشديد حول إدانة عشرين موظفاً، حيث ذكرت في الرسالة: «كل الأدلة المستقلة تشير إلى أن وراء المحاكمات دوافع سياسية والتي أظهرت إهمالاً لسير العملية القضائية بشكل مناسب، كما أهملت القواعد الأساسية للحياد الطبي». أدانت الجمعية الطبية الأسترالية المحاكمات، واصفة المدانين من الموظفين الصحيين بأنهم أدوا عملهم المفترض ببساطة ولكن في مكان يعج بالصراعات. أما فيما يخص جمعية أطباء بلا حدود، فقد انتقدت انضمام الأطباء في مجمع السليمانية الطبي للمحتجين، ولكنها وصفت ردة فعل الجيش بأنها أكبر وأشد ضرراً على الحياد الطبي. في شهر مايو من عام 2011، أصدرت المجموعة بياناً نيابة عن موظفي الصحة البحرينية، ألحت فيه على ضرورة السماح للأطباء والممرضات بتقديم العناية الصحية تماشياً مع الأخلاق الطبية، دون وجود خوف من الانتقام. عبرت منظمة الصحة العالمية عن مخاوفها بشأن موظفي الصحة ومحاكماتهم، حيث ذكرت: «يجب أن يتاح لمقدمي الرعاية الصحية أداء مهاتهم لعلاج المصابين، بغض النظر عن توجهاتهم السياسية، وحتى في أوقات الصراع».
أصدر كلاً من المجلس الدولي للممرضات والجمعية الطبية العالمية بياناً مشترك يتضمن اعتراضهما على أسلوب المحاكمة العسكرية المغلقة، كما ذكرت: «إن من مسؤولية الأطباء والممرضات رعاية المرضى بغض النظر عن عرقيتهم، لونهم، عقيدتهم أو انتماؤهم السياسي. يجب أن لا يتم محاكمة أي مقدم للرعاية الصحية لكونه عالج أحد المرضى أو الجرحى». راسلت الكلية الملكية للتمريض، والتي تتخذ مقرها في المملكة المتحدة، إلى حكومة البحرين نيابة عن موظفي الصحة، كما أرسلت لهم بشكل مباشر فيديو يتضمن دعمهم والذي تكلم فيه الأمين العام بيتر كارتر قائلاً: «كل ما فعلتموه كان من واجبات عملكم. كنتم تحاولون الاهتمام بالناس».

### منظمات حقوق الإنسان
مجموعات حقوق الإنسان الدولية ذكرت أن التهم الموجهة ضد الأطباء كانت انتقاماً لمعالجتهم الجرحى من المصابين. من جانبها وصفت منظمة العفو الدولية التهم بأنها مضحكة ومزيفة للعدل. دعت المنظمة لإقامة حملة للكتابة نيابة عن موظفي الصحة المتهمين، حيث ذكرت المنظمة أن التوجهات السياسية أثرت في الأحكام، كما أكدت أن المحاكمات لم تتماشَ مع معايير العدل الدولية، وأن موظفي الصحة المدانين قد يصبحوا سجناء الضمير. بعد إدانة تسعة من الموظفين في إعادة المحاكمة، ذكرت منظمة العفو أنه كان يوماً مظلماً للعدالة، وأسمتهم سجناء الضمير.
أسمت منظمة بيت الحرية هذه المحاكمات بأنها جزء من النمط القمعي الذي يناقض الوعود بالإصلاح والمحادثات السياسية الصادقة من قبل حكومة العائلة المالكة. وصفت منظمة الخط الأمامي أن هذه الاعتقالات جزء من النمط القمعي الواسع الانتشار. احتجت واعترضت هيومن رايتس ووتش على التعذيب الذي تعرض له الأطباء، كما أدانت ما أسمته بالظلم الأولي في هذه المحاكمات، وألحت على محكمة الاستئناف بإسقاط الإدانات المعيبة. طالب مركز الخليج لحقوق الإنسان ملك البحرين بالتدخل شخصياً وبشكل عاجل لتعطيل الأحكام الصادرة بحق موظفي الصحة. كما طالبت منظمة أطباء لحقوق الإنسان، والتي تتواجد في الولايات المتحدة، بإطلاق سراح المعتقلين بشكل عاجل.